# NGC 7204-1
NGC 7204-1 (другие обозначения — PGC 68061, ESO 467-8, MCG -5-52-29, VV 685, AM 2204-311, IRAS22040-3117) — галактика в созвездии Южная Рыба.
Этот объект входит в число перечисленных в оригинальной редакции «Нового общего каталога».